# Varissaari (ö i Södra Österbotten, Järviseutu, lat 63,38, long 23,50)
Varissaari är en halvö i Finland. Den ligger i sjön Evijärvi och i kommunen Evijärvi i den ekonomiska regionen  Järviseutu ekonomiska region  och landskapet Södra Österbotten, i den centrala delen av landet, 400 km norr om huvudstaden Helsingfors.